# Echinopsis baldiana
Echinopsis baldiana ist eine Pflanzenart aus der Gattung Echinopsis in der Familie der Kakteengewächse (Cactaceae). Das Artepitheton baldianua ehrt J. Baldi, einen Bekannten und Förderer von Carlos Luis Spegazzini.

## Beschreibung
Echinopsis baldiana wächst einzeln und sprosst nur selten. Die zylindrischen Triebe erreichen bei Durchmessern von 12 bis 15 Zentimetern Wuchshöhen von 20 bis 30 Zentimeter. Es sind 13 bis 14 Rippen vorhanden, die nicht gekerbt sind. Die darauf befindlichen großen Areolen sind grau. Aus ihnen entspringen dunkelbraune Dornen, die am unteren Ende rötlich werden. Die drei bis vier Mitteldornen sind bis zu 5 Zentimeter lang. Die neun bis elf Randdornen weisen eine Länge von bis zu 1,5 Zentimeter auf.
Die großen weißen Blüten duften. Die Früchte werden 4 zu 5 Zentimeter lang.

## Verbreitung und Systematik
Echinopsis baldiana ist in der argentinischen Provinz Catamarca verbreitet. Das Typusexemplar wurde in der Nähe der Stadt Ancasti gesammelt.
Die Erstbeschreibung durch Carlos Luis Spegazzini wurde 1905 veröffentlicht. Echinopsis baldiana ist nur unzureichend bekannt und möglicherweise ein Synonym zu Echinopsis leucantha.

## Nachweise